# 歐洲水鼬
歐洲水貂（學名：Mustela lutreola），又名歐洲鼬、俄羅斯貂（Russian mink），是歐洲的一種鼬，分佈在義大利、西班牙、法國、羅馬尼亞、烏克蘭、愛沙尼亞及俄羅斯（但不包括烏拉爾山脈以東地區）等地。牠們以往分佈在整個歐洲，北至芬蘭，但卻已從這些地區消失。牠們的外觀很像美洲水貂。

## 特徵
歐洲水貂的身體幼長及靈活，尾巴多毛，掌上有蹼。牠們夏天的毛較稀疏；冬天的毛較密及深色，很適合低溫環境。牠們的視覺一般較差，故會依賴靈敏的嗅覺來獵食。
有時很難分辨歐洲水貂及美洲水貂，因為牠們之間的分別只在上唇有否白斑。有白斑的肯定是歐洲水貂，但沒有白斑的則有可能是歐洲或美洲水貂。歐洲水貂的下唇有白色斑點，斷斷續續或連續的形成腹部斑紋。每一隻水貂的腹部斑紋各有不同，故可以此來分辨個別水貂。
歐洲水貂的疤痕處及年長時長的毛都是白色的。雄貂長28-43厘米及重900克；雌貂稍為細少，只長30-40厘米及重600克。整體比美洲水貂細少。

## 習性及繁殖
歐洲水貂是獨居的，棲息在近淡水的地區。牠們會住在河岸或河堤4公里以內的地方，並會以氣味來定地盤。牠們是肉食性的，獵食魚類、田鼠、兔及涉禽。牠們是夜間活動的，於冬天不會冬眠。
雄貂於2月至3月間會離開巢穴一段頗長的距離尋找配偶。在整個季節中，雄貂及雌貂會與幾隻不同的配偶交配。雌貂的妊娠期為雌貂一次會生4-6隻幼貂。幼貂出49.66-51.7日。生時未能看見及沒有毛。幼貂在8-10星期斷奶，並會在3-4個月大時離開自己建立巢穴。 在第二年的繁殖季節就已經達至性成熟。

## 保育狀況
歐洲水貂現正瀕危，其數量就已經大幅下降了80%，故被認為是世界上最為瀕危的哺乳動物之一。牠們已從中歐消失，群落因而被分隔成東部及西部群落，東部群落分佈在烏拉爾山脈及愛沙尼亞至黑海。
近年出現了放生水貂的趨勢，但這卻對歐洲水貂造成極大的影響。牠們的生態位受到近親的美洲水貂所爭競。現已有措施將歐洲水貂引進到美洲水貂不能涉及的島嶼上，以免牠們滅絕。
2020年6月7日，新冠肺炎在歐洲依然肆瘧，《路透》引述荷蘭食品與商品管理局發言人弗德烈·埃爾米指出：由於在荷蘭南部的北布拉邦省有確診新冠肺炎的水貂傳染病毒給人類，對於荷蘭境內140個水貂養殖廠有10個出現確診水貂的養殖場均要把場內所有水貂撲滅，合共有接近一萬隻水貂被要求人道毀滅。

## 外部連結
- ARKive
- Evolutionary Ecology （页面存档备份，存于）